# Suzanne Clément

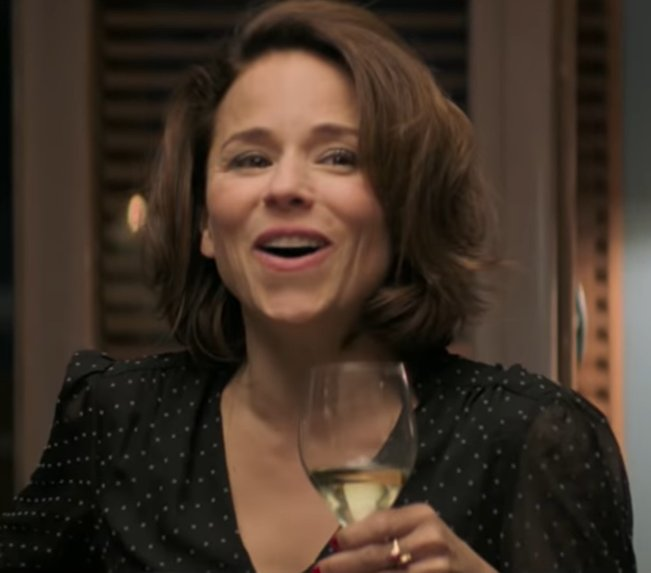
Suzanne Clément (2018)

Suzanne Clément (* 12. Mai 1969 in Montreal) ist eine kanadische Filmschauspielerin.

## Leben
Suzanne Clément war bereits als Kinderdarstellerin im kanadischen Fernsehen präsent. Sie studierte Schauspiel am Konservatorium in Montreal. Ab 2006 war sie Hauptdarstellerin der Serie Les hauts et les bas de Sophie Paquin. Ab 2012 spielte sie Shandy Galarneau in der Serie Unité 9. Sie spielte häufiger für den Regisseur Xavier Dolan. Speziell für dessen Filme Laurence Anyways und Mommy wurde sie mit zahlreichen Filmpreisen ausgezeichnet oder nominiert.

## Filmografie (Auswahl)
- 1995: Der Beichtstuhl (Le Confessionnal)
- 1999: Opération Tango
- 2005: L’audition
- 2006–2009: Les hauts et les bas de Sophie Paquin (Fernsehserie, 45 Folgen)
- 2008: Ich schwör’s, ich war’s nicht! (C’est Pas Moi, Je Le Jure!)
- 2009: I Killed My Mother (J’ai tué ma mère)
- 2010: Tromper le silence
- 2012: Laurence Anyways
- 2012–2013: Unité 9 (Fernsehserie, 24 Folgen)
- 2013: Amsterdam
- 2015: Mein Praktikum in Kanada (Guibord s’en va-t-en guerre)
- 2014: Mommy
- 2014: À la vie
- 2017: Versailles (Fernsehserie, 9 Folgen)
- 2017: Das Leben ist ein Fest (Le sens de la fête)
- 2017: Der Wald (La forêt, Miniserie, 6 Folgen)
- 2017: The Child Remains
- 2017: Des plans sur la comète
- 2017: Le rire de ma mère
- 2017: Espèces menacées
- 2017: Numéro une
- 2018: Le Jeu – Nichts zu verbergen (Le Jeu)
- 2018: Das Geheimnis des Fahrradhändlers (Raoul Taburin)
- 2019: Saul at Night
- 2020: Death of a Ladies’ Man
- 2020: Vampires (Fernsehserie, 6 Folgen)
- 2020: Bulle (Fernsehserie, 6 Folgen)
- 2020: Aus der Spur (Dérapages, Fernsehserie, 6 Folgen)
- 2021: Les fantasmes
- 2021: Das Seil (La corde, Miniserie, 3 Folgen)
- 2021: Flashback
- 2022: Haus der Lügen (L’origine du mal)
- 2022: Stat (Fernsehserie, 16 Folgen)
- 2024: Longing
- 2024: Die Werwölfe von Düsterwald (Loups-garous)